# فرانسوا دومينيك
فرانسوا دومينيك (بالفرنسية: François Dominique)‏ هو مترجم وكاتب وشاعر فرنسي، ولد في 1943.